# Tommaso Ciampa
Tommaso Whitney (Boston, Estados Unidos; 8 de mayo de 1985) es un luchador profesional estadounidense de raíces sicilianas. Actualmente trabaja para la WWE en su marca Raw bajo el nombre de Tommaso Ciampa.
Es más conocido por su trabajo con Ring of Honor (ROH) y varias promociones independientes que incluyen Beyond Wrestling, Chaotic Wrestling (CW), Top Rope Promotions (PRT) y Pro Wrestling Guerrilla (GTP).
Ciampa junto con su excompañero Johnny Gargano tiene un reinado como Campeones en Parejas de NXT. De manera individual es 2 veces Campeón de NXT

## Carrera en la lucha libre profesional

### Formación y primeros años (2005-2007)
Fue entrenado por Killer Kowalski, y debutó en enero de 2005. Él predominantemente luchó para independientes promociones ubicadas en Massachusetts, más notablemente Chaotic Wrestling y Top Rope Promotions.
El 22 de mayo de 2005, que tenía un duelo por el título de peso pesado IWF júnior contra el campeón Sean Real, pero no tuvo éxito. Más tarde ese día él también pudo ganar una batalla real para ganar el número uno contendiente para el campeonato pesado IWF.
Whitney debutó en Chaotic Wrestling como "Tommy Penmanship" en 2005. El 1 de abril, perdió un partido de clasificación para la entrada en el Torneo de Chaotic Wrestling por el campeonato pesado con Fred Sampson. En junio, Penmanship se asoció con Arco Kincaid para desafiar sin éxito a Logan Brothers. Penmanship ganó su primer campeonato el 8 de agosto, al derrotar a Chase del Monte por el Chaotic Wrestling New England Championship. la sostuvo durante medio año, defendiendo con éxito contra ex del Monte, Jason Blade, y Psycho, antes de perder finalmente a Psicosis en Cold Fury 5.
Penmanship, a continuación, pasó un par de meses sin ganar un partido de individuales que perder a Matt Logan y Psicosis, pero junto a Psycho, ganó una lotería letal Torneo partido de primera ronda. Penmanship y Psycho calificaron para una batalla real para determinar el contendiente número uno al campeonato pesado CW, pero el partido fue ganado por Luis Ortiz. En Breaking Point 2006 caligrafía perdió a Psycho una vez más en un Reglas Psycho partido con Tommy Dreamer como el árbitro especial. el 19 de mayo, Penmanship derrotó a Handsome Johnny y se convirtió en Chaotic Wrestling Heavyweight Champion. A medida que el campeón de peso pesado de la lucha caótica, derrotara a Bryan Logan, del Monte y Max Bauer. Mantuvo el campeonato hasta febrero de 2007, cuando perdió ante Brian Milonas en una lucha de "Loser leaves CW".

### World Wrestling Enterntaiment (2005-2007)
Apareció el 14 de julio de 2005, episodio de Smackdown como Thomas Whitney, mánager de Muhammad Hassan cuando este se enfrentó a The Undertaker. Tommaso leyó una declaración de Hassan antes de ser atacado por The Undertaker. El 25 de agosto de 2006, el episodio de WWE Heat él y Kofi Kingston tuvieron un dark match contra de Lance Cade y Trevor Murdoch.
El 4 de febrero de 2007, se anunció que Whitney firmó un contrato de desarrollo con la WWE y fue enviado a la Ohio Valley Wrestling. Debutó el 21 de febrero y luchó como Tommaso. Después de sufrir una lesión, se vio obligado a alejarse de la competencia en el anillo y se hizo conocido como el Dr. Thomas, Anger Management Specialist - tiempo durante el cual logró Servicios Bolin (Charles Evans y Justin LaRouche ), ganando los títulos de equipo de la etiqueta de OVW. El Dr. Thomas finalmente hacer su debut en el anillo durante una etiqueta de 6 hombres en Six Flags, etiquetado con Servicios Bolin para asumir Elijah Burke y Cryme Tyme . El 27 de junio de 2007, Whitney debutó un nuevo truco cuando él comenzó a luchar bajo una máscara como Prodigy. El 9 de agosto, Whitney fue liberado de su contrato de desarrollo de la WWE.

### Circuito Independiente (2007-2016)

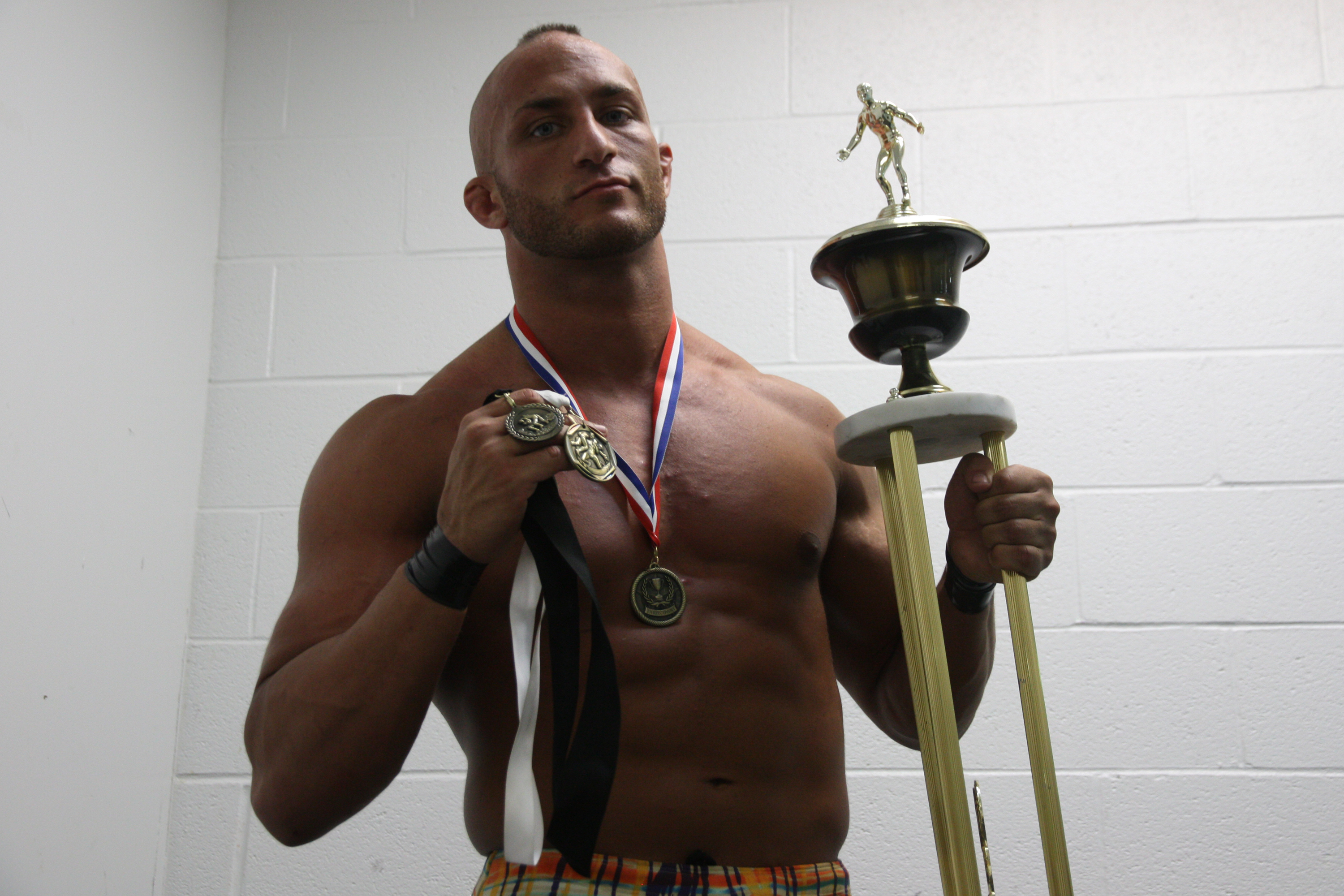
Ciampa que sostiene el premio por ganar el torneo CEPAO Super 8 en 2011

A finales de 2007, regresó al circuito independiente. El 29 de septiembre Tommaso derrotó a A.J. Styles y Eddie Edwards  para convertirse en el campeón de la televisión MWF.
En septiembre de 2008, Ciampa debutó en Harley Race Liga de lucha del mundo. En octubre participó en nueve Man Battle Royal por el vacante campeonato pesado WLW, que fue ganado por Go Shiozaki. Ciampa también impugnó sin éxito WLW Tag Team Championship en dos ocasiones: el 22 de noviembre de 2008 junto a Steve Anthony y en 21 de marzo de, 2009, al mismo Marc Godeker.
Después de regresar a Nueva Inglaterra en 2008, Ciampa pasó a competir en el torneo CEPAO Super 8 en 2009 y 2010 antes de finalmente ganar el torneo en 2011, cuando derrotó a Adam Cole.
El 30 de agosto de 2013, Ciampa debutó con el Pro Wrestling Guerrilla (PWG), cuando entró en el 2013 en la Batalla de Los Ángeles, perdiendo a Brian jaula en su partido de primera ronda.
Se ha anunciado que Ciampa estará haciendo una aparición de Noroeste de Ohio Lucha Libre en Toledo, Ohio, en febrero de 2016.

### Ring of Honor (2011-2015)
En Honor Reclaims Boston él, Alex Payne y Ernie Osiris perdieron en un dark match ante Bobby Dempsey, Grizzly Redwood y Rhett Titus. Ciampa apareció en los dark matches para Ring of Honor en 2007 y 2009.

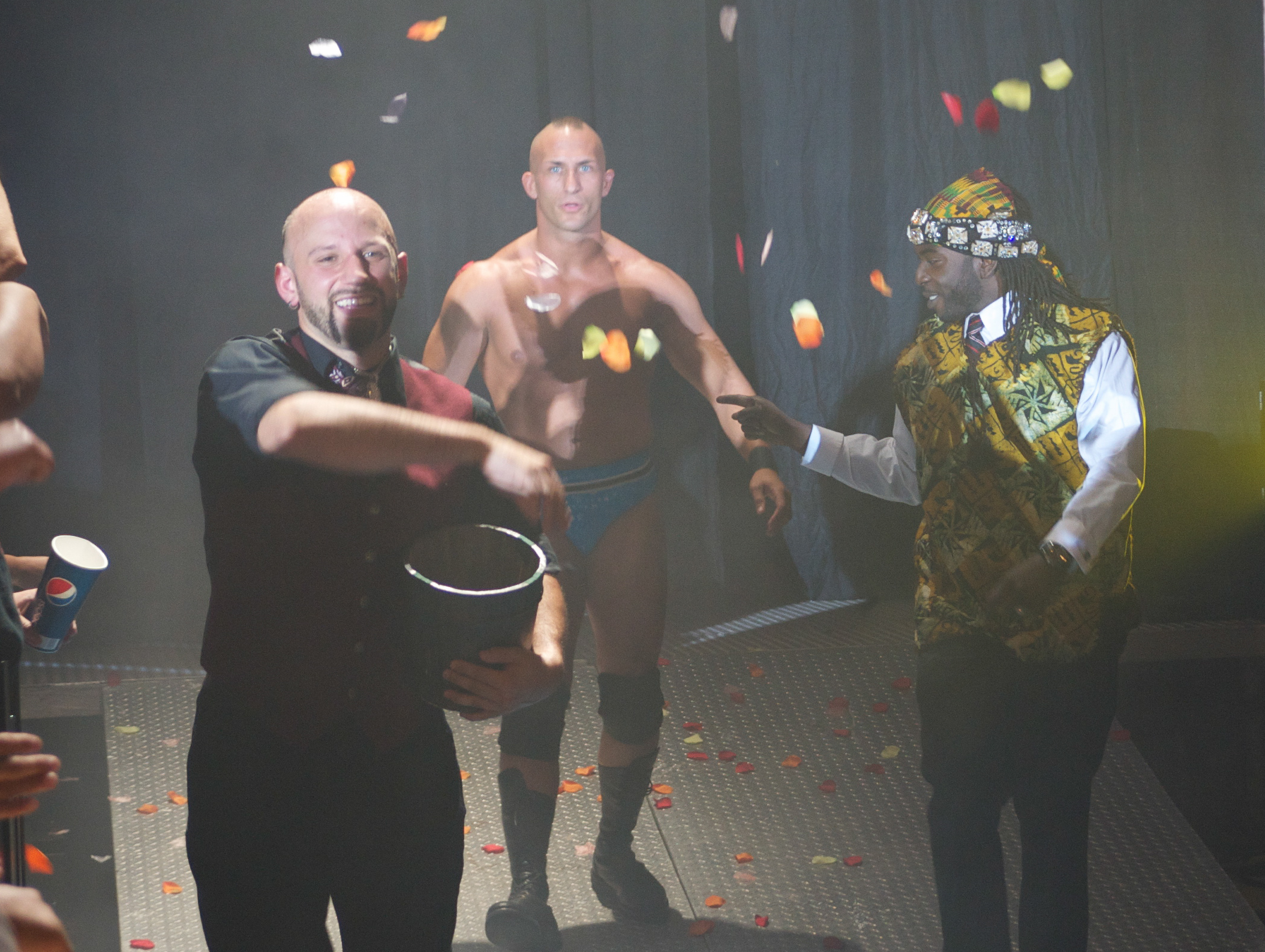
Ciampa (centro) con Ernie Osiris (izquierda) y Prince Nana (derecha) siendo parte de The Embassy en 2011

En enero de 2011, Ciampa comenzó a trabajar con regularidad para ROH. En los resultados de enero 22 de Ring of Honor Wrestling grabaciones, derrotó a Mike Sydal. Se unió a Prince Nana en su talón estable La Embajada . Más tarde derrotado Adam Cole y Grizzly Redwood. El 1 de abril debuta en internet de pago por visión en honor ocupa un lugar central la noche Uno, participando en un partido de cuatro esquinas que fue ganada por Homicide. Ciampa pasó a la derrota de Homicidios dos veces, una vez en el segundo espectáculo de Honor ocupa un lugar central y de nuevo el 6 de mayo, a las ROH Revolución: EE. UU. Al día siguiente, a las ROH Revolución: Canadá , Ciampa era parte del primer partido "doble peligro Scramble", que fue ganado por Michael Elgin. el 13 de julio, ROH anunció que Ciampa había firmado un contrato con la promoción. el 17 de septiembre, a la muerte antes de la deshonra IX , Ciampa cubrió homicidio en una pelea por equipos, donde se asoció con Rhino y homicidio con Jay Lethal.

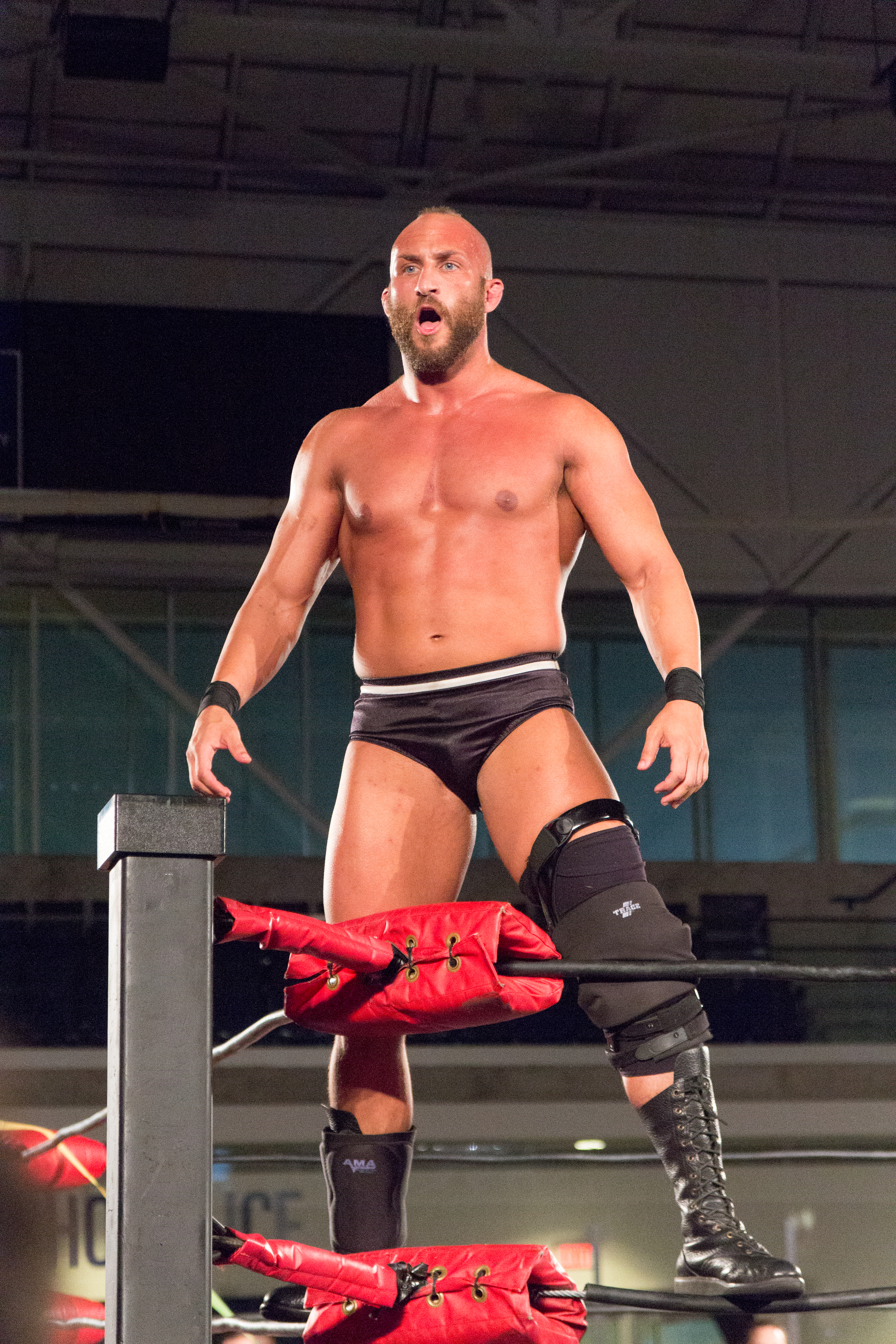
Ciampa durante un show de Ring of Honor en 2013

En una House Show de ROH el 21 de enero de 2012, Ciampa derrotó al ROH World Television Champion Jay Lethal en un ajuste de campo de pruebas para ganar un partido de futuro para el campeonato mundial de ROH Televisión. El 4 de marzo en la demostración del aniversario décimo, el partido del Ciampa con letal para el campeonato mundial de ROH Television dejó en un cuarto de hora sorteo límite de tiempo. Ciampa continuó su feudo con letal el 31 de marzo en el arreglo de cuentas en el Sol, en el que interfería en su partido con Roderick Strong y le costó el título. en el episodio del 7 de abril Ring of Honor Wrestling, Ciampa derrotaron letal, Adam Cole y Mike Bennett en una de cuatro vías final para ganar el torneo de marzo de Mayhem de 2012. el 12 de mayo en la frontera de guerras, la racha de invicto de Ciampa se terminó, cuando fue derrotado por el letal en un partido de individuales. El 24 de junio a las mejores del mundo 2012: Crisis de los rehenes, Ciampa recibió otra oportunidad por el Campeonato de ROH televisión del mundo, pero fue derrotado por Roderick Strong en una de tres vías partido de eliminación, también implica letal, a raíz de la interferencia de Prince Nana. después, Ciampa activado Nana, después de que se reveló que había llegado a un acuerdo con la Verdad de Martini para mantener el campeonato de la televisión en el fuerte, se separó de la Embajada y aprobado RD Evans como su nuevo mánager. la disputa entre Ciampa y letal culminó el 11 de agosto en ebullición, donde Lethal derrotó a Ciampa en dos de cada partido de Tres caídas. Durante el partido Ciampa rasgó su del ligamento cruzado anterior, lo sidelining indefinidamente de la acción en el ring. El 7 de septiembre, Ciampa anunció que su lesión en la cirugía requerida, lo que le dejaría de lado por un año. Ciampa hizo una aparición el 16 de diciembre en la Batalla final 2012 : Día del juicio final ., tratando de poner sus manos en RD Evans, después de haber derrotado Prince Nana en un partido Ciampa regresó de su lesión, el 4 de mayo a las guerras fronterizas 2013, persiguiendo Evans y su nuevo socio, QT Marshall, del anillo.
El 3 de agosto, Ciampa entró en un torneo para determinar el nuevo Campeón Mundial de ROH , venciendo a Silas Young en su partido de primera ronda. El 17 de agosto, Ciampa derrotado Michael Bennett para avanzar a las semifinales del torneo. El September 20 en la muerte antes de la deshonra XI, Ciampa fue eliminado del torneo por Adam Cole. en la Batalla final 2013 el 14 de diciembre, Ciampa comenzó su primer reinado como Campeón de ROH televisión del mundo, cuando derrotó a Matt Taven por el título. el mes siguiente Ciampa defendió con éxito el título contra Taven y Jay Lethal en un partido de tres vías en la demostración del aniversario 12 en febrero de 2014, que retuvo el campeonato frente a Hanson. El 4 de abril, a las Supercard de Honor VIII, Ciampa perdió el título ante Jay Lethal después de la interferencia externa de la Verdad Martini.
Después de un largo periodo de ausencia, Ciampa regresó el 19 de julio con un nuevo aspecto, habiendo aumentado su masa muscular y luciendo una barba completa sin recortar. Él rápidamente derrotado Adam página de la década , luego siguió con una promo haciendo alusión a un talón a su vez indica que se sentía poco apreciada y quería una oportunidad por el Campeonato Mundial de ROH antes de ser interrumpido por Silas joven. A esto le siguieron hasta el 9 de agosto por la pérdida de Rocky Romero por descalificación debido a no soltar el siciliano estiramiento en la cuenta del árbitro de cinco años. Después de desafiar sin éxito Michael Elgin para el Campeonato Mundial de ROH el 23 de agosto, Ciampa era ( kayfabe ) suspendido indefinidamente por ROH para atacar a la tripulación anillo y locutor Bobby Cruise, por tanto, fortaleciendo su condición de talón.
Al ROH 13 Anniversary Show, Ciampa sufrió fractura de dos costillas durante su partido, lo que le obligó fuera de acción. Más tarde se dijo que había terminado el partido "en piloto automático", como el dolor era más intenso que cuando había rasgado el ligamento cruzado anterior. Se perdió varios ROH muestra antes de regresar a la acción (aunque con costillas grabadas) en una demostración independiente en Toronto. El 29 de marzo de 2015, Ciampa anunció su salida de ROH. Su partido final fue un intento fallido para ganar el título de televisión de Jay Lethal que retiene después de entregar un golpe bajo a Ciampa. Ciampa luego atacaron árbitro Todd Sinclair con un golpe bajo como venganza por no llamar a un DQ para el movimiento ilegal.

### Total Nonstop Action Wrestling (2015-2016)
Ciampa hizo una aparición en el pregrabado del septiembre de 30 de episodio de Impact Wrestling en un partido triple amenaza-División X, también la participación de DJ Z y ganador Trevor Lee. Ciampa luchó para TNA una vez más en la edición de abril de 2016 1.º de TNA Xplosion en un esfuerzo por perder contra Crazzy Steve.

### Regreso a la WWE

#### NXT Wrestling (2015-2022)

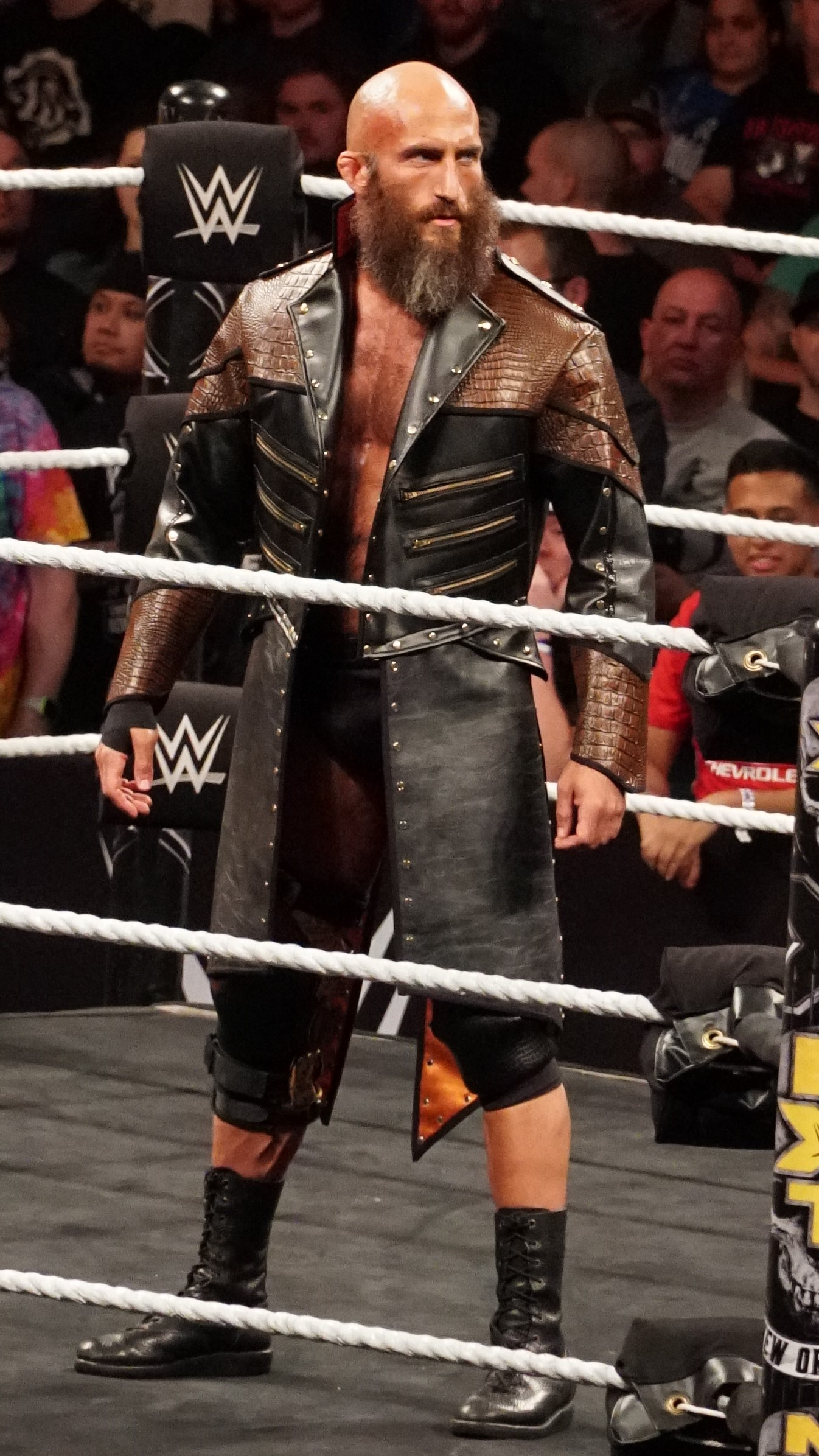
Ciampa en NXT TakeOver: New Orleans en abril de 2018

Aunque no se volvió a firmar con la WWE, el 2 de septiembre de 2015, Ciampa fue anunciado como parte del torneo de WWE NXT Dusty Rhodes Tag Team Classic. El 9 de septiembre, avanzó con éxito en la primera ronda del torneo junto a su nuevo compañero Johnny Gargano, al derrotar al dúo también recién formado de Tyler Breeze y Bull Dempsey. En el episodio del 16 de septiembre la NXT, Ciampa y Gargano perdieron ante Baron Corbin y Rhyno por lo tanto su eliminación del torneo. en el episodio del 30 de septiembre de Ciampa perdió ante Breeze en una lucha individual. Se presentó en el episodio de NXT de 2 de diciembre, perdiendo ante Samoa Joe. Ciampa ganó un partido contra Danny Burch en el número del 13 de enero de 2016, episodio de NXT y ganó su partido más importante en NXT cuando venció a Bull Dempsey en el episodio del 24 de febrero. En grabaciones del 15 de marzo, Ciampa anotó otra victoria, esta vez contra Jesse Sorensen. El 2 de abril, se confirmó que Ciampa había firmado con la WWE a principios de semana. contrato de NXT de Ciampa era un llamado contrato de "Nivel 2", lo que le permitió seguir trabajando fechas independientes junto a sus reservas NXT ahora regulares. el 23 de junio, Ciampa entró en el torneo de WWE Cruiserweight Classic, perdiendo ante Johnny Gargano en su lucha de primera ronda. El mes siguiente, Ciampa anunció que su reserva final independiente se fijó para septiembre cuando entraba en un nuevo contrato exclusivo de NXT.
El 20 de agosto en NXT TakeOver: Brooklyn II, Ciampa y Gargano desafiaron sin éxito a The Revival (Dash Wilder y Scott Dawson) por los Campeonatos en Pareja de NXT. En el episodio del 29 de agosto de Raw, Ciampa fue seleccionado como parte de la próxima división de pesos crucero. Ciampa y Gargano, ahora se llamaron colectivamente como "#DIY" y recibieron otra oportunidad por los títulos en una lucha a dos de tres caídas el 19 de noviembre en NXT TakeOver: Toronto donde derrotaron The Revival para convertirse en los nuevos Campeones en Pareja de NXT.
DIY continuó defendiendo sus campeonatos contra el equipo de Yoshihiro Tajiri Akira Tozawa y TM61 en Japón y Australia, respectivamente. Conservaron sus títulos contra The Revival en el episodio del 11 de enero de 2017 en NXT pero fueron atacados por The Authors of Pain (Akam & Rezar) Ciampa y Gargano perdieron los Campeonatos contra The Authors of Pain en NXT Takerover: San Antonio. Obtendrían su revancha en el episodio del 1 de marzo en NXT, que terminó sin resultado después de que The Revival atacaran a ambos equipos. Esto llevó a una triple amenaza por equipos en NXT Takerover: Orlando que ganaron The Authors of Pain
En NXT: Takeover chicago participó en una lucha de escaleras Tag Team, junto a Johnny Gargano, contra los The Authors of Pain por los Campeonatos en Parejas de NXT, en la cual perdieron y atacó brutalmente a su compañero, acabando con su equipo y cambiando a Heel. Más tarde se reveló que Ciampa había sufrido una ruptura del LCA en la rodilla derecha y que esperaría la cirugía en Birmingham, Alabama. En una actualización posterior, se informó que su cirugía fue exitosa y que el cronograma de su regreso se estimó para principios y mediados de 2018. en Birmingham, Alabama. En una actualización adicional, se informó que su cirugía era exitosa y el calendario para su regreso se estimó para principios de 2018.
El 27 de enero de 2018, Ciampa regresó a NXT TakeOver: Philadelphia, atacando a Gargano con una muleta para cerrar el show Luego le costó a Gargano su lucha por el Campeonato de NXT contra Andrade "Cien" Almas en el episodio del 21 de febrero de NXT, lo que obligó a Gargano a dejar el NXT.
Ciampa hizo su regreso en el ring en el evento principal de NXT TakeOver: New Orleans, perdiendo ante Gargano en un Unsanctioned Match. Su feudo con Gargano continuó a lo largo de las siguientes semanas donde ambos se atacaron en las luchas del otro, lo que llevó a que un Chicago Street Fight fuera programado entre ellos en NXT TakeOver: Chicago II, que Ciampa ganó. En las grabaciones del 18 de julio en NXT, Ciampa derrotó Aleister Black ganando el Campeonato de NXT después de que Gargano interfirió y accidentalmente golpeara con el cinturón del título a Black. Esto convirtió a Ciampa en el segundo luchador en haber ganado los Campeonatos en Pareja de NXT y el Campeonato de NXT siendo el primero Neville. En NXT Takeover: Brooklyn IV, estaba programado para defender el título contra Black y Gargano en una lucha de triple amenaza, pero Black fue retirado de la lucha debido a ser emboscado en el estacionamiento de la arena por un atacante desconocido (en realidad, Black había sufrido una lesión de groin legítima). La lucha fue cambiada a una lucha de último hombre en pie entre Ciampa y Gargano por el Campeonato de NXT, donde Ciampa retuvo su título. El 6 de marzo de anunció que Tommaso estaría varios meses de baja por lesión.

#### 2021
Comenzando el 2021, en el 205 Live emitido el 22 de enero, junto a Timothy Thatcher derrotaron a Ariya Daivari & Tony Nese en la 1.ª Ronda del Torneo Dusty Rhodes Tag Team Classic, avanzando a la 2.ª Ronda.
En el episodio del 14 de septiembre del 2021, durante el reestreno de la marca, en una lucha de 4 esquinas entre el, LA Knight, Kyle O'Reilly y Pete Dunne, se proclamó por 2.ª vez campeón de la marca, cuando Ciampa le aplicó su finisher a LA Knight para de esta manera hacerse con el oro.

#### 2022-presente
En el episodio del 11 de abril de Raw, Ciampa fue llamado a la marca Raw. En los episodios del 25 de abril y también del 2 de mayo de Raw, ahora bajo el nombre de ring abreviado "Ciampa", se volvió heel por primera vez desde 2019 al atacar a Mustafa Ali. En el episodio del 4 de julio de Raw, Ciampa se alineó con The Miz después de ayudarlo a atacar a AJ Styles después de su combate. En el episodio del 1 de agosto, derrotó a Dolph Ziggler y Chad Gable en un Triple Threat match y también derrotó a Styles más tarde esa noche para ganar la oportunidad de enfrentarse a Bobby Lashley por el Campeonato de los Estados Unidos. Ciampa se enfrentó a Lashley por el título la semana siguiente en un combate entrando con la clásica indumentaria de Harley Race, aunque se llevaría la derrota.
En el episodio del 5 de septiembre de Raw, su nombre en el ring volvió a ser Tommaso Ciampa.
En el Raw del 24 de octubre, Gargano reveló que había hablado con él y le dijo que estaba lesionado, unos días después, hemos conocido toda la verdad, a través de su cuenta de Instagram, Ciampa ha dado a conocer que se ha operado de la cadera y todo ha salido como debía, ya que sufría problemas de glúteo y espalda por lo que pasar por quirófano era la solución ideal.

## Vida personal
- Whitney está casado con la exluchadora profesional Jessie Ward.[69] La había conocido cuando el luchador profesional Samoa Joe se la presentó en un evento deportivo[70]

- Hasta el marzo de 2014, gestionó un estudio de fitness; después se fue a centrar en una carrera de tiempo completo en lucha libre.[69]

## Campeonatos y logros
- CBS Sports

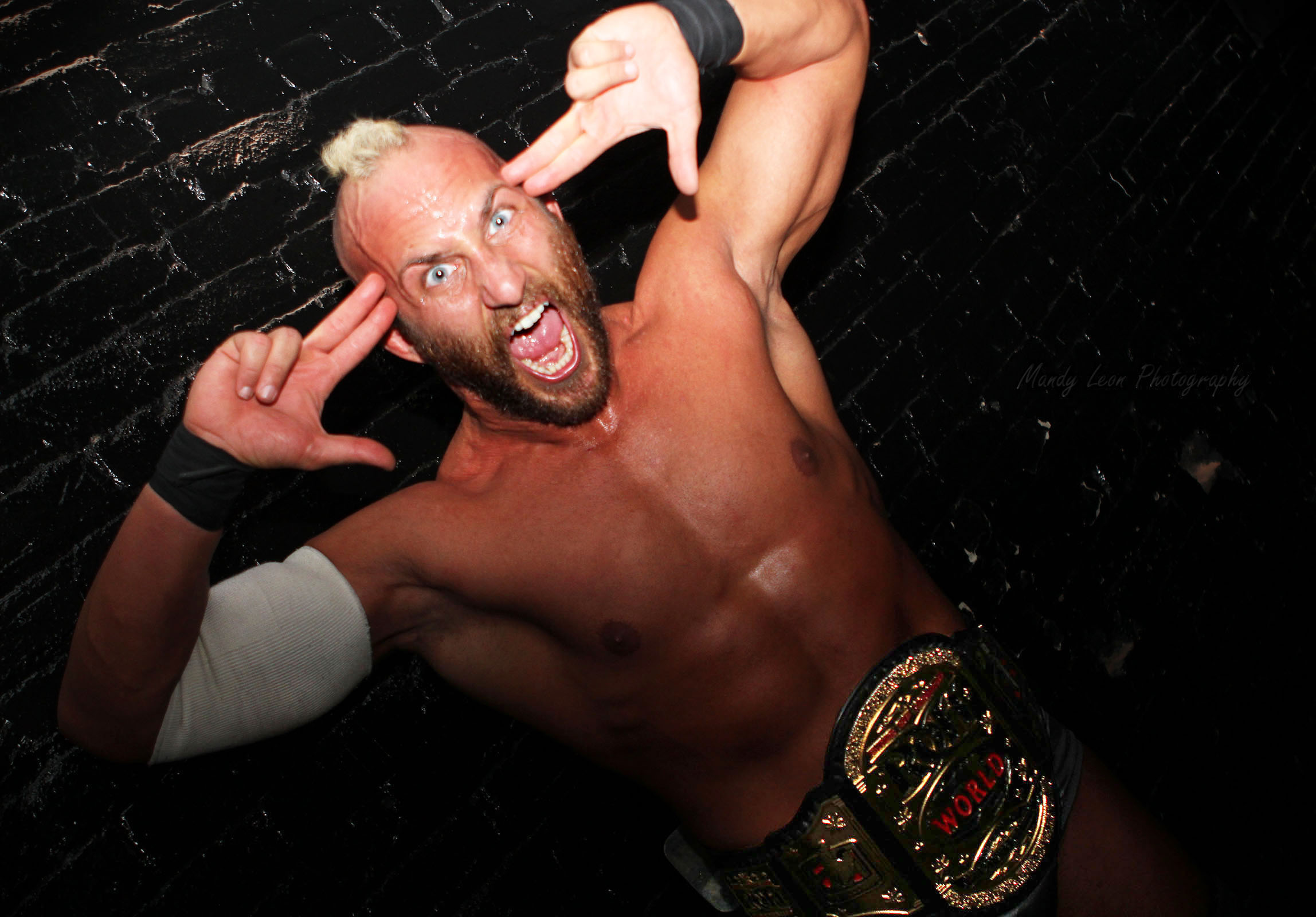
Ciampa posando con el ROH World Television Championship después de ganarlo en Final Battle 2013

  - Feudo del año (2018) vs. Johnny Gargano[71]

- Chaotic Wrestling
  - Chaotic Wrestling Heavyweight Championship (1 vez)[1]
  - Chaotic Wrestling New England Championship (1 vez)[1]

- East Coast Wrestling Association
  - Super 8 Tournament (2011)

- Millennium Wrestling Federation
  - MWF Television Championship (1 time)[22]

- Ring of Honor
  - ROH World Television Championship (1 vez)[39]
  - March Mayhem Tournament (2012)[38]

- UPW Pro Wrestling
  - UPW Heavyweight Championship (1 vez)[72]

- Xtreme Wrestling Alliance
  - XWA Heavyweight Champion (1 vez)[73]

- World Wrestling Entertainment/WWE
  - WWE Tag Team Championship (2 veces, actual) — con Johnny Gargano
  - NXT Championship (2 veces)
  - NXT Tag Team Championship (1 vez) con Johnny Gargano.
  - NXT Year–End Award (3 veces)
    - Match of the Year (2016) with Johnny Gargano vs. The Revival (Scott Dawson & Dash Wilder) in a two-out-of-three falls match for the NXT Tag Team Championship at NXT TakeOver: Toronto
    - Male Competitor of the Year (NXT Year-End Award)
    - Rivalry of the Year (2018) vs. Johnny Gargano

- Pro Wrestling Illustrated
  - Feudo del año (2018) vs. Johnny Gargano.
  - Situado en el Nº228 en los PWI 500 de 2010[74]
  - Situado en el Nº99 en los PWI 500 de 2011[75]
  - Situado en el Nº71 en los PWI 500 de 2012[76]
  - Situado en el Nº67 en los PWI 500 de 2014[77]
  - Situado en el Nº133 en los PWI 500 de 2015[78]
  - Situado en el Nº105 en los PWI 500 de 2016[79]
  - Situado en el Nº67 en los PWI 500 de 2017[80]
  - Situado en el Nº97 en los PWI 500 de 2018
  - Situado en el Nº13 en los PWI 500 de 2019
  - Situado en el N°30 en los PWI 500 de 2020
  - Situado en el N°126 en los PWI 500 de 2021
  - Situado en el N°64 en los PWI 500 de 2022

- Wrestling Observer Newsletter
  - Lucha 5 estrellas (2018) vs. Johnny Gargano en NXT TakeOver: New Orleans el 7 de abril